# Китайский юань
Юа́нь, или Юа́нь Жэньминьби́ (кит. упр. 元, пиньинь yuán, палл. юйань) — современная валюта Китайской Народной Республики, в которой измеряется стоимость жэньминьби (кит. упр. 人民币, пиньинь rénmínbì, палл. жэньминьби, буквально: «народные деньги», сокращённо RMB). Входит в «корзину» специальных прав заимствования МВФ. Международное обозначение валюты в стандарте ISO 4217 — CNY, цифровой — 156, Официальный символ — ¥.
Один юань делится на 10 цзяо (角), которые делятся на 10 фыней (分). Например, сумма в 3,14 юаня произносится как 3 юаня 1 цзяо 4 фыня (三元一角四分). Слова цзяо и фынь также обозначают десятичные приставки 10−1 и 10−2 соответственно.
В обращении находятся монеты номиналом 1 и 5 цзяо и 1 юань. Монеты самых мелких номиналов в 1, 2 и 5 фыней, формально являющиеся платёжеспособными, в обращении практически не используются. В обращении находятся банкноты в 1 и 5 цзяо образца 1980 года, 1, 5, 10, 20, 50 и 100 юаней образца 1999 года (включая модификации 2005 и 2015 годов) и более поздние выпуски. Новый тип монет и банкнот образца 2019 года со временем станет преобладающим, постепенно вытесняя из обращения предыдущие выпуски.
Эмиссионный институт — Народный банк Китая (учреждён 1 декабря 1948).
С 1994 по июль 2005 юань был жёстко привязан к доллару США с обменным курсом 8,28:1.
Надписи на четырёх языках (чжуанском, монгольском, уйгурском, тибетском), являющихся официальными в автономных районах КНР (Гуанси-Чжуанском, Монгольском, Синьцзян-Уйгурском и Тибетском), имеются на всех китайских банкнотах.
В Общероссийском классификаторе валют национальная валюта КНР называлась:
- китайским юанем (с 26.12.1994 по 01.01.2001);
- юанем Ренминби (с 01.01.2001 по 01.02.2007);
- юанем Жэньминьби (с 01.02.2007 по 2009 год);
- юанем (с 2009 года по настоящее время).

В межбанковском обороте в системе SWIFT на сентябрь 2021 года доля юаня составила 2,19 %. При этом доля американского доллара составила — 39,38 %, евро — 38,43 %, российского рубля — 0,18 %.

## Валютная политика КНР
В КНР нет валютной биржи, где курс юаня устанавливался бы на основе спроса и предложения неограниченного круга участников. Однако с 2003 года в КНР действует межбанковский валютный рынок. Для допуска к торгам на нём нужен аккредитив, то есть банк должен объяснить, для какой импортной сделки ему потребовалась иностранная валюта. В декабре 2003 года был сделан первый шаг к международному использованию юаня: гонконгские банки получили возможность совершать операции с юанями (валютой Гонконга является гонконгский доллар).
В 2005 году был введён регулируемый плавающий обменный курс юаня, основанный на рыночном спросе и предложении, ориентированный на валютную корзину.
В 2009 году китайским компаниям были разрешены трансграничные переводы в юанях. Также с 2009 года на бирже в Гонконге торгуется «офшорный» юань (CNH), который имеет плавающий курс и служит для облегчения вывода денег иностранными компаниями с рынка материкового Китая. И «офшорный», и «внутренний» (CNY) юань являются одной валютой. За пределами континентальной части КНР все юани офшорные (CNH), однако при оплате из-за рубежа в юанях на счёт в континентальном Китае валюта поступит на счёт CNY. Если плательщик из-за рубежа отправит 100 CNH, то бенефициар в континентальном Китае получит 100 CNY.

## Монеты

### Монеты образца 1955—2022 годов
| Аверс | Реверс | Номинал | Годы чеканки | Состав                      | Гурт                          | Вес (г) | Диаметр (мм) | Толщина (мм) | Дата выпуска    | Дата изъятия из обращения |
| ----- | ------ | ------- | ------------ | --------------------------- | ----------------------------- | ------- | ------------ | ------------ | --------------- | ------------------------- |
|       |        | 1 фынь  | 1955—2018    | Алюминий                    | Рубчатый                      | 0,67    | 18           | 1,3          | 1 декабря 1957  | в обращении               |
|       |        | 2 фыня  | 1956—2000    | Алюминий                    | Рубчатый                      | 1,08    | 21           | 1,6          | 1 декабря 1957  | в обращении               |
|       |        | 5 фыней | 1955—2000    | Алюминий                    | Рубчатый                      | 1,6     | 24           | 1,5          | 1 декабря 1957  | в обращении               |
|       |        | 1 цзяо  | 1980—1986    | Алюминий                    | Рубчатый                      | 2,62    | 20           | 1,3          | 15 апреля 1980  | 1 июля 2000               |
|       |        | 1 цзяо  | 1991—1999    | Алюминий                    | Гладкий                       | 2,2     | 22,5         | 2,46         | 1 июня 1992     | 30 апреля 2018            |
|       |        | 1 цзяо  | 1999—2003    | Алюминий                    | Гладкий                       | 1,12    | 19           | 1,9          | 16 октября 2000 | в обращении               |
|       |        | 1 цзяо  | 2005         | Медно-никелевый сплав       | Гладкий                       | 1,9     | 19           | 2            | 31 августа 2005 | в обращении               |
|       |        | 1 цзяо  | 2005—2018    | Сталь с никелевым покрытием | Гладкий                       | 3,3     | 19           | 1,9          | 31 августа 2005 | в обращении               |
|       |        | 1 цзяо  | 2019—2021    | Сталь с никелевым покрытием | Гладкий                       | 3,3     | 19           | 1,9          | 30 августа 2019 | в обращении               |
|       |        | 2 цзяо  | 1980-1986    | Медно-цинковый сплав        | Рубчатый                      | 4,18    | 23           | 1,5          | 15 апреля 1980  | 1 июля 2000               |
|       |        | 5 цзяо  | 1980—1986    | Медно-цинковый сплав        | Рубчатый                      | 6,02    | 26           | 1,7          | 15 апреля 1980  | 1 июля 2000               |
|       |        | 5 цзяо  | 1991—2001    | Латунь                      | Рубчатый с гладкими участками | 3,8     | 20,5         | 1,67         | 1 июня 1992     | в обращении               |
|       |        | 5 цзяо  | 2002—2018    | Никель с латунным покрытием | Рубчатый с гладкими участками | 3,8     | 20,5         | 1,67         | 18 ноября 2002  | в обращении               |
|       |        | 5 цзяо  | 2019—2022    | Сталь с никелевым покрытием | Рубчатый с гладкими участками | 3,8     | 20,5         | 1,67         | 30 августа 2019 | в обращении               |
|       |        | 1 юань  | 1980—1986    | Медно-никелевый сплав       | Рубчатый                      | 9,32    | 30           | 1,9          | 15 апреля 1980  | 1 июля 2000               |
|       |        | 1 юань  | 1991—2000    | Сталь с никелевым покрытием | Гладкий                       | 6,1     | 25           | 2            | 1 июня 1992     | в обращении               |
|       |        | 1 юань  | 1999—2018    | Сталь с никелевым покрытием | Надпись 'RMB RMB RMB'         | 6,1     | 25           | 2            | 16 октября 2000 | в обращении               |
|       |        | 1 юань  | 2019—2020    | Сталь с никелевым покрытием | Надпись 'RMB RMB RMB'         | 4,75    | 22,25        | 1,8          | 30 августа 2019 | в обращении               |

## Банкноты

### Банкноты образца 1948 года (1 серия)
Первая серия банкнот в юанях была введена во время гражданской войны недавно созданным Народным банком Китая 1 декабря 1948 года, почти за год до основания самой КНР. Он был выпущен для унификации и замены различных валют территорий, контролируемых коммунистами, а также валюты Китайской республики.
Эта серия также называется «Старая валюта», которая в 10 000 юаней равна 1 юаню 2-й серии и позже (называется «Новая валюта»).
Из-за неспокойной политической ситуации в то время первая серия была довольно хаотичной, с множеством версий, выпущенных для каждого номинала. На банкнотах изображена смесь сельскохозяйственных и промышленных сцен, видов транспорта и известных достопримечательностей.
Банкноты были выпущены в 12 номиналах: 1, 5, 10, 20, 50, 100, 200, 500, 1000, 5000, 10 000 и 50 000 юаней, в общей сложности 62 дизайна. Они были официально отозваны в разные даты между 1 апреля 1955 года и 10 мая 1955 года. На некоторых из этих банкнот есть слова «Китайская Республика», чтобы показать год выпуска в эпоху Китайской Республики. Хотя КНР приняла общую эру, чтобы заменить эру Китайской республики в 1949 году, и избегала использования «Китайской Республики» при любых возможных обстоятельствах, эти банкноты выпускались и использовались до 1955 года, когда произошла переоценка юаня.
| Серия 1948 года | Серия 1948 года   | Серия 1948 года | Серия 1948 года | Серия 1948 года           | Серия 1948 года             | Серия 1948 года    | Серия 1948 года | Серия 1948 года |
| Изображение     | Изображение       | Номинал (юаней) | Размеры (мм)    | Основные цвета            | Описание                    | Описание           | Дата ввода      | Год вывода      |
| Лицевая сторона | Оборотная сторона | Номинал (юаней) | Размеры (мм)    | Основные цвета            | Лицевая сторона             | Оборотная сторона  | Дата ввода      | Год вывода      |
| --------------- | ----------------- | --------------- | --------------- | ------------------------- | --------------------------- | ------------------ | --------------- | --------------- |
|                 |                   | 1               | 116×56          | коричневый                | Завод                       | Цветочный шар      | август 1949     | 1955            |
|                 |                   | 5               | 116×56          | светло-коричневый         | Ткачи                       | Цветочный шар      | август 1949     | 1955            |
|                 |                   | 10              | 120×63          | серый                     | Рабочий и фермер            | Храм               | август 1949     | 1955            |
|                 |                   | 20              | 120×63          | голубой                   | Сельскохозяйственные работы | Цветочный шар      | сентябрь 1949   | 1955            |
|                 |                   | 50              | 132×70          | оранжевый                 | Рабочий и фермер            | Цветочный символ   | август 1949     | 1955            |
|                 |                   | 100             | 132×70          | красный оранжевый         | Заводы                      | Цветочный символ   | 20 марта 1949   | 1955            |
|                 |                   | 200             | 132×70          | синий серый               | Сельскохозяйственные работы | Цветочный символ   | 20 октября 1949 | 1955            |
|                 |                   | 500             | 132×70          | светло-коричневый         | Сельскохозяйственные работы | Цветочный символ   | 1 апреля 1951   | 1955            |
|                 |                   | 1000            | 132×70          | болотно-зелёный           | Сельскохозяйственные работы | Цветочный символ   | 3 октября 1949  | 1955            |
|                 |                   | 5000            | 140×75          | синий зелёный             | Фермер на тракторе          | Цветочный символ   | 20 января 1950  | 1955            |
|                 |                   | 10 000          | 140×75          | зелёный светло-коричневый | Военный корабль             | Цветочный символ   | 20 января 1950  | 1955            |
|                 |                   | 50 000          | 140×75          | сине-зелёный коричневый   | Трактор                     | Производство стали | декабрь 1953    | 1955            |

### Банкноты образца 1955 года (2 серия)
Вторая серия банкнот юаня была введена в обращение 1 марта 1955 года. Вместе с введением второй серии произошла деноминация. В результате банкнота первой серии в 10 000 юаней эквивалентна банкноте второй серии в 1 юань.
| Серия 1955 года | Серия 1955 года   | Серия 1955 года | Серия 1955 года | Серия 1955 года   | Серия 1955 года                               | Серия 1955 года   | Серия 1955 года | Серия 1955 года | Серия 1955 года |
| Изображение     | Изображение       | Номинал         | Размеры (мм)    | Основные цвета    | Описание                                      | Описание          | Дата            | Дата            | Дата            |
| Лицевая сторона | Оборотная сторона | Номинал         | Размеры (мм)    | Основные цвета    | Лицевая сторона                               | Оборотная сторона | ввода           | вывода          | обмена          |
| --------------- | ----------------- | --------------- | --------------- | ----------------- | --------------------------------------------- | ----------------- | --------------- | --------------- | --------------- |
|                 |                   | 1 фынь          | 90×42,5         | жёлтый            | Грузовик Jiefang CA-10                        | Герб КНР          | 1 марта 1955    | 1 июля 2003     | 1 апреля 2007   |
|                 |                   | 2 фыня          | 95×45           | синий             | Самолёт Ли-2                                  | Герб КНР          | 1 марта 1955    | 1 июля 2003     | 1 апреля 2007   |
|                 |                   | 5 фыней         | 100×47,5        | зелёный           | Корабль Hailiao                               | Герб КНР          | 1 марта 1955    | 1 июля 2003     | 1 апреля 2007   |
|                 |                   | 1 цзяо          | 115×52,5        | коричневый жёлтый | Трактор                                       | Герб КНР          | 1 марта 1955    | 15 декабря 1967 | 1 января 1999   |
|                 |                   | 2 цзяо          | 120×55          | зелёный           | Поезд                                         | Герб КНР          | 1 марта 1955    | 15 ноября 1971  | 1 января 1999   |
|                 |                   | 5 цзяо          | 125×57,5        | фиолетовый        | Гидроэлектростанция                           | Герб КНР          | 1 марта 1955    | 15 ноября 1971  | 1 января 1999   |
|                 |                   | 1 юань          | 150×67,5        | красный           | Врата Небесного Спокойствия                   | Герб КНР          | 1 марта 1955    | 20 октября 1969 | 1 января 1999   |
|                 |                   | 2 юаня          | 155×70          | синий             | Маяк на горе Баота (Яньань, провинция Шэньси) | Герб КНР          | 1 марта 1955    | декабрь 1976    | 1 января 1999   |
|                 |                   | 3 юаня          | 160×72,5        | зелёный           | Мост Лунъюанькоу в Юнсине, провинция Цзянси   | Герб КНР          | 1 марта 1955    | 15 апреля 1964  | 15 мая 1964     |
|                 |                   | 5 юаней         | 165×75          | розовый           | Единство народов                              | Герб КНР          | 1 марта 1955    | 15 апреля 1964  | 15 мая 1964     |
|                 |                   | 10 юаней        | 210×85          | серый чёрный      | Рабочий и крестьянка                          | Герб КНР          | 1 декабря 1957  | 15 апреля 1964  | 15 мая 1964     |

| Серия 1956 года | Серия 1956 года   | Серия 1956 года | Серия 1956 года | Серия 1956 года   | Серия 1956 года             | Серия 1956 года   | Серия 1956 года | Серия 1956 года | Серия 1956 года |
| Изображение     | Изображение       | Номинал         | Размеры (мм)    | Основные цвета    | Описание                    | Описание          | Дата            | Дата            | Дата            |
| Лицевая сторона | Оборотная сторона | Номинал         | Размеры (мм)    | Основные цвета    | Лицевая сторона             | Оборотная сторона | ввода           | вывода          | обмена          |
| --------------- | ----------------- | --------------- | --------------- | ----------------- | --------------------------- | ----------------- | --------------- | --------------- | --------------- |
|                 |                   | 1 юань          | 150×67,5        | чёрный            | Врата Небесного Спокойствия | Герб КНР          | 25 марта 1961   | 15 августа 1973 | 1 января 1999   |
|                 |                   | 5 юаней         | 165×75          | жёлтый коричневый | Единство народов            | Герб КНР          | 20 апреля 1962  | 1 декабря 1983  | 1 января 1999   |

| Серия 1981 года | Серия 1981 года   | Серия 1981 года | Серия 1981 года | Серия 1981 года | Серия 1981 года        | Серия 1981 года   | Серия 1981 года | Серия 1981 года | Серия 1981 года |
| Изображение     | Изображение       | Номинал         | Размеры (мм)    | Основные цвета  | Описание               | Описание          | Дата            | Дата            | Дата            |
| Лицевая сторона | Оборотная сторона | Номинал         | Размеры (мм)    | Основные цвета  | Лицевая сторона        | Оборотная сторона | ввода           | вывода          | обмена          |
| --------------- | ----------------- | --------------- | --------------- | --------------- | ---------------------- | ----------------- | --------------- | --------------- | --------------- |
|                 |                   | 1 фынь          | 90×42,5         | жёлтый          | Грузовик Jiefang CA-10 | Герб КНР          | 14 июля 1981    | 1 июля 2003     | 1 апреля 2007   |
|                 |                   | 2 фыня          | 95×45           | синий           | Самолёт Ли-2           | Герб КНР          | 14 июля 1981    | 1 июля 2003     | 1 апреля 2007   |
|                 |                   | 5 фыней         | 100×47,5        | зелёный         | Корабль Hailiao        | Герб КНР          | 14 июля 1981    | 1 июля 2003     | 1 апреля 2007   |

### Банкноты образца 1962 года (3 серия)
Третья серия банкнот юаня была введена в обращение 15 апреля 1962 года. В отличие от второй серии юаня, в ней не было банкноты номиналом 3 юаня, а добавлялись монеты номиналом 0,1 юаня, 0,2 юаня, 0,5 юаня и 1 юань. В течение следующих двух десятилетий банкноты второй и третьей серий использовались одновременно. Третья серия была прекращена в 1990-х годах, а затем была полностью отменена 1 июля 2000 года, дата, действительная для всех номиналов, с указанием только одной даты.
| Серия 1962 года | Серия 1962 года   | Серия 1962 года | Серия 1962 года | Серия 1962 года      | Серия 1962 года                 | Серия 1962 года                        | Серия 1962 года | Серия 1962 года | Серия 1962 года | Серия 1962 года |
| Изображение     | Изображение       | Номинал         | Размеры (мм)    | Основные цвета       | Описание                        | Описание                               | Год печати      | Дата            | Дата            | Дата            |
| Лицевая сторона | Оборотная сторона | Номинал         | Размеры (мм)    | Основные цвета       | Лицевая сторона                 | Оборотная сторона                      | Год печати      | ввода           | вывода          | обмена          |
| --------------- | ----------------- | --------------- | --------------- | -------------------- | ------------------------------- | -------------------------------------- | --------------- | --------------- | --------------- | --------------- |
|                 |                   | 1 цзяо          | 105×50          | красный              | Образование и производство      | Номинал, хризантема и герб КНР         | 1960            | 20 апреля 1962  | 20 ноября 1971  | 1 июля 2000     |
|                 |                   | 1 цзяо          | 105×50          | фиолетовый бирюзовый | Образование и производство      | Номинал, хризантема и герб КНР         | 1962            | 31 октября 1966 | 15 декабря 1967 | 1 июля 2000     |
|                 |                   | 1 цзяо          | 105×50          | Многоцветный         | Образование и производство      | Номинал, хризантема и герб КНР         | 1962            | 15 декабря 1967 | 4 февраля 1992  | 1 июля 2000     |
|                 |                   | 2 цзяо          | 110×50          | зелёный              | Уханьский мост через реку Янцзы | Номинал, пион и герб КНР               | 1962            | 15 апреля 1964  | 4 февраля 1992  | 1 июля 2000     |
|                 |                   | 5 цзяо          | 115×50          | синий                | Текстильная фабрика             | Номинал, абрикос японский и герб КНР   | 1972            | 5 января 1974   | 1 марта 1991    | 1 июля 2000     |
|                 |                   | 1 юань          | 130×57          | красный              | Лян Цзюнь на тракторе           | Отара овец и герб КНР                  | 1960            | 20 октября 1969 | 1 марта 1996    | 1 июля 2000     |
|                 |                   | 2 юаня          | 135×59          | зелёный              | Рабочий-токарь на заводе        | Нефтебаза и герб КНР                   | 1960            | 15 апреля 1964  | 1 марта 1991    | 1 июля 2000     |
|                 |                   | 5 юаней         | 141×63          | оранжевый            | Сталевар                        | Угольная шахта и герб КНР              | 1960            | 20 октября 1969 | 4 февраля 1992  | 1 июля 2000     |
|                 |                   | 10 юаней        | 156×73          | серый красный        | Депутаты ВСНП                   | Врата Небесного Спокойствия и герб КНР | 1965            | 10 января 1966  | 1 марта 1996    | 1 июля 2000     |

### Банкноты образца 1980 года (4 серия)
Четвёртая серия юаня была введена между 1987 и 1997 годами Народным банком Китая. Тема этой серии заключалась в том, что под руководством КПК различные народы Китая будут объединены в построении социализма с китайской спецификой.
| Серия 1980 года | Серия 1980 года   | Серия 1980 года | Серия 1980 года | Серия 1980 года | Серия 1980 года                                                                       | Серия 1980 года                | Серия 1980 года | Серия 1980 года      | Серия 1980 года      | Серия 1980 года |
| Изображение     | Изображение       | Номинал         | Размеры (мм)    | Основные цвета  | Описание                                                                              | Описание                       | Год печати      | Дата                 | Дата                 | Дата            |
| Лицевая сторона | Оборотная сторона | Номинал         | Размеры (мм)    | Основные цвета  | Лицевая сторона                                                                       | Оборотная сторона              | Год печати      | выхода (модификации) | изъятия из обращения | обмена          |
| --------------- | ----------------- | --------------- | --------------- | --------------- | ------------------------------------------------------------------------------------- | ------------------------------ | --------------- | -------------------- | -------------------- | --------------- |
|                 |                   | 1 цзяо          | 115×52          | жёлтый зелёный  | Слева — представитель народности гаошань; справа — представитель маньчжурского народа | Номинал и герб КНР             | 1980            | 12 сентября 1988     | в обращении          |                 |
|                 |                   | 2 цзяо          | 120×55          | зелёный         | Слева — женщина народности буи; справа — представительница корейского этноса          | Номинал и герб КНР             | 1980            | 10 мая 1988          | 30 апреля 2018       | 30 апреля 2019  |
|                 |                   | 5 цзяо          | 125×58          | фиолетовый      | Слева — девушка народности мяо; справа — девочка народности чжуан                     | Номинал и герб КНР             | 1980            | 27 апреля 1987       | в обращении          |                 |
|                 |                   | 1 юань          | 140×63          | красный         | Представительницы народов яо (слева) и дун (справа)                                   | Великая Китайская стена        | 1980            | 10 мая 1988          | 30 апреля 2018       | 30 апреля 2019  |
| 1990            | 1 марта 1995      | 1 юань          | 140×63          | красный         | Представительницы народов яо (слева) и дун (справа)                                   | Великая Китайская стена        |                 |                      | 30 апреля 2018       | 30 апреля 2019  |
| 1996            | 1 апреля 1997     | 1 юань          | 140×63          | красный         | Представительницы народов яо (слева) и дун (справа)                                   | Великая Китайская стена        |                 |                      | 30 апреля 2018       | 30 апреля 2019  |
|                 |                   | 2 юаня          | 145×63          | зелёный         | Слева — девушка народа и, справа — уйгурская девушка                                  | Гора Наньшань                  | 1980            | 10 мая 1988          | 30 апреля 2018       | 30 апреля 2019  |
| 1990            | 10 апреля 1996    | 2 юаня          | 145×63          | зелёный         | Слева — девушка народа и, справа — уйгурская девушка                                  | Гора Наньшань                  |                 |                      | 30 апреля 2018       | 30 апреля 2019  |
|                 |                   | 5 юаней         | 150×70          | оранжевый       | Слева — представитель этнической группы хуэй, справа — женщина-тибетка                | Река Янцзы возле «Трёх ущелий» | 1980            | 22 сентября 1988     | 30 апреля 2018       | 30 апреля 2019  |
|                 |                   | 10 юаней        | 155×70          | серо-синий      | Слева — мужчина-монгол, справа — человек народности хань                              | Гора Эверест                   | 1980            | 22 сентября 1988     | 30 апреля 2018       | 30 апреля 2019  |
|                 |                   | 50 юаней        | 160×77          | жёлтый          | Слева профессор, посередине крестьянка и справа рабочий                               | Водопад Хукоу на реке Хуанхэ   | 1980            | 27 апреля 1987       | 30 апреля 2018       | 30 апреля 2019  |
| 1990            | 20 августа 1992   | 50 юаней        | 160×77          | жёлтый          | Слева профессор, посередине крестьянка и справа рабочий                               | Водопад Хукоу на реке Хуанхэ   |                 |                      | 30 апреля 2018       | 30 апреля 2019  |
|                 |                   | 100 юаней       | 165×77          | фиолетовый      | Участники «Великого похода», слева направо: Чжу Дэ, Лю Шаоци, Чжоу Эньлай, Мао Цзэдун | Место начала Великого похода   | 1980            | 27 апреля 1987       | 30 апреля 2018       | 30 апреля 2019  |
| 1990            | 20 августа 1992   | 100 юаней       | 165×77          | фиолетовый      | Участники «Великого похода», слева направо: Чжу Дэ, Лю Шаоци, Чжоу Эньлай, Мао Цзэдун | Место начала Великого похода   |                 |                      | 30 апреля 2018       | 30 апреля 2019  |

### Банкноты образца 1999—2005 годов (5 серия)
Пятая серия юаня — это текущая серия монет и банкнот китайской валюты, юаня. Они постепенно вводились с 1999 года и состоят из монет номиналом 0,1, 0,5 и 1 юаня, а также банкнот номиналом 1, 5, 10, 20, 50 и 100 юаней. Банкнота номиналом 20 юаней является новым номиналом и была добавлена в эту серию. На всех банкнотах этой серии изображён портрет бывшего председателя КПК Мао Цзэдуна работы художника Лю Вэньси.
На банкнотах, начиная с серии 2005 года появляются графические метки «Кольца Омрона», обеспечивающих защиту от копирования на ксероксах и принтерах. Они представляют собой 2-3 группы небольших (до 1 мм) кружков, напечатанных бледной краской на обоих сторонах банкноты.
| Серия 1999 года | Серия 1999 года   | Серия 1999 года | Серия 1999 года | Серия 1999 года | Серия 1999 года                     | Серия 1999 года                | Серия 1999 года   | Серия 1999 года | Серия 1999 года |
| Изображение     | Изображение       | Номинал (юаней) | Размеры (мм)    | Основные цвета  | Описание                            | Описание                       | Водяной знак      | Год печати      | Дата выпуска    |
| Лицевая сторона | Оборотная сторона | Номинал (юаней) | Размеры (мм)    | Основные цвета  | Лицевая сторона                     | Оборотная сторона              | Водяной знак      | Год печати      | Дата выпуска    |
| --------------- | ----------------- | --------------- | --------------- | --------------- | ----------------------------------- | ------------------------------ | ----------------- | --------------- | --------------- |
|                 |                   | 1               | 130×63          | оливковый       | Мао Цзэдун, орхидея                 | озеро Сиху                     | Орхидея           | 1999            | 30 июля 2004    |
|                 |                   | 5               | 135×63          | фиолетовый      | Мао Цзэдун, нарцисс букетный        | гора Тайшань                   | Нарцисс букетный  | 1999            | 18 ноября 2002  |
|                 |                   | 10              | 140×70          | голубой         | Мао Цзэдун, роза китайская (чайная) | река Янцзы возле «Трёх ущелий» | Роза китайская    | 1999            | 1 сентября 2001 |
|                 |                   | 20              | 145×70          | коричневый      | Мао Цзэдун, лотос орехоносный       | пейзаж Гуйлиня                 | Лотос орехоносный | 1999            | 16 октября 2000 |
|                 |                   | 50              | 150×70          | зелёный         | Мао Цзэдун, хризантема садовая      | дворец Потала                  | Мао Цзэдун        | 1999            | 1 сентября 2001 |
|                 |                   | 100             | 155×77          | красный         | Мао Цзэдун, абрикос японский        | Дом народных собраний          | Мао Цзэдун        | 1999            | 1 октября 1999  |

| Серия 2005 года | Серия 2005 года   | Серия 2005 года | Серия 2005 года | Серия 2005 года | Серия 2005 года                     | Серия 2005 года                | Серия 2005 года   | Серия 2005 года | Серия 2005 года |
| Изображение     | Изображение       | Номинал (юаней) | Размеры (мм)    | Основные цвета  | Описание                            | Описание                       | Водяной знак      | Год печати      | Дата выпуска    |
| Лицевая сторона | Оборотная сторона | Номинал (юаней) | Размеры (мм)    | Основные цвета  | Лицевая сторона                     | Оборотная сторона              | Водяной знак      | Год печати      | Дата выпуска    |
| --------------- | ----------------- | --------------- | --------------- | --------------- | ----------------------------------- | ------------------------------ | ----------------- | --------------- | --------------- |
|                 |                   | 5               | 135×63          | фиолетовый      | Мао Цзэдун, нарцисс букетный        | гора Тайшань                   | Нарцисс букетный  | 2005            | 31 августа 2005 |
|                 |                   | 10              | 140×70          | голубой         | Мао Цзэдун, роза китайская (чайная) | река Янцзы возле «Трёх ущелий» | Роза китайская    | 2005            | 31 августа 2005 |
|                 |                   | 20              | 145×70          | коричневый      | Мао Цзэдун, лотос орехоносный       | пейзаж Гуйлиня                 | Лотос орехоносный | 2005            | 31 августа 2005 |
|                 |                   | 50              | 150×70          | зелёный         | Мао Цзэдун, хризантема садовая      | дворец Потала                  | Мао Цзэдун        | 2005            | 31 августа 2005 |
|                 |                   | 100             | 155×77          | красный         | Мао Цзэдун, абрикос японский        | Дом народных собраний          | Мао Цзэдун        | 2005            | 31 августа 2005 |

| Серия 2015, 2019, 2020 года | Серия 2015, 2019, 2020 года | Серия 2015, 2019, 2020 года | Серия 2015, 2019, 2020 года | Серия 2015, 2019, 2020 года | Серия 2015, 2019, 2020 года    | Серия 2015, 2019, 2020 года    | Серия 2015, 2019, 2020 года | Серия 2015, 2019, 2020 года | Серия 2015, 2019, 2020 года |
| Изображение                 | Изображение                 | Номинал (юаней)             | Размеры (мм)                | Основные цвета              | Описание                       | Описание                       | Водяной знак                | Год печати                  | Дата выпуска                |
| Лицевая сторона             | Оборотная сторона           | Номинал (юаней)             | Размеры (мм)                | Основные цвета              | Лицевая сторона                | Оборотная сторона              | Водяной знак                | Год печати                  | Дата выпуска                |
| --------------------------- | --------------------------- | --------------------------- | --------------------------- | --------------------------- | ------------------------------ | ------------------------------ | --------------------------- | --------------------------- | --------------------------- |
|                             |                             | 1                           | 130×63                      | оливковый                   | Мао Цзэдун, орхидея            | озеро Сиху                     | Орхидея                     | 2019                        | 30 августа 2019             |
|                             |                             | 5                           | 135×63                      | фиолетовый                  | Мао Цзэдун, нарцисс букетный   | гора Тайшань                   | Нарцисс букетный            | 2020                        | 5 ноября 2020               |
|                             |                             | 10                          | 140×70                      | голубой                     | Мао Цзэдун, роза китайская     | река Янцзы возле «Трёх ущелий» | Роза китайская              | 2019                        | 30 августа 2019             |
|                             |                             | 20                          | 145×70                      | оранжевый                   | Мао Цзэдун, лотос орехоносный  | пейзаж Гуйлиня                 | Лотос орехоносный           | 2019                        | 30 августа 2019             |
|                             |                             | 50                          | 150×70                      | зелёный                     | Мао Цзэдун, хризантема садовая | дворец Потала                  | Мао Цзэдун                  | 2019                        | 30 августа 2019             |
|                             |                             | 100                         | 155×77                      | красный                     | Мао Цзэдун, абрикос японский   | Дом народных собраний          | Мао Цзэдун                  | 2015                        | 12 ноября 2015              |

Выпуск новых банкнот и монет планируется на 30 августа 2019 г.

## Режим валютного курса
До 1974 года курс юаня к иностранным валютам устанавливался преимущественно через фунт стерлингов, а также гонконгский доллар. С августа 1974 была введена ежедневная котировка юаня к доллару США и другим валютам на базе валютной корзины.
С 1994 года китайские власти законсервировали курс юаня на уровне 1 доллар = 8,27 юаня. Однако, в последнее время КНР находился под нарастающим давлением со стороны стран ЕС, Японии и особенно США, настаивавших на либерализации курса юаня. По их мнению, курс юаня занижен и в результате китайские товары получают дополнительное конкурентное преимущество. Отрицательное сальдо США в торговле с КНР составило 162 млрд долларов в 2004 году, а в I квартале 2005 увеличилось ещё на 40 % по отношению к аналогичному прошлогоднему периоду.
21 июля 2005 года КНР отказался от привязки юаня к доллару и поднял курс национальной валюты на 2 %.
Курс юаня с этого времени стал определяться исходя из его отношения к валютной корзине 13 стран — основных торговых партнёров: доллар США, евро, британский фунт, российский рубль, австралийский, гонконгский, канадский, новозеландский и сингапурский доллары, малайзийский ринггит, тайский бат, южнокорейская вона и японская иена. Формально критерием эффективности курсовой политики (курсовой якорь) выступают денежные агрегаты, но фактически курсовым якорем по-прежнему является доллар США.
Привязка к корзинам валют сделает курс юаня более чутким к мировой экономической конъюнктуре, но при этом не создаст угрозы устойчивости финансовой системы страны. К июлю 2008 года курс юаня постепенно укрепился на 21,6 %.
По оценке Всемирного банка, в 2003 году покупательная способность юаня составляла приблизительно 1 доллар = 1,8 юаня.
30 ноября 2015 года Исполнительный совет МВФ принял решение о включении юаня в корзину cпециальных прав заимствования (SDR) — расчётной единицы МВФ. Собственно мировой резервной валютой с 1 октября 2016 года юань, строго говоря, считаться не будет. До этого статуса ему ещё придётся дорасти, так как в понимании экспертного сообщества валюта становится мировой, когда её активно используют в трансграничной торговле и её доля высока в резервах центробанков. Ещё один важный момент — возможность использовать резервную валюту во время финансового кризиса (валюта-убежище).
В настоящее время статус резервной имеют пять валют SDR: доллар США, евро, китайский юань, британский фунт стерлингов, японская иена, а также ещё три единицы, не входящие в валютную корзину SDR: швейцарский франк, канадский и австралийский доллары, которые официально таковыми пока не являются, но учитываются МВФ в статистике резервов центральных банков ведущих стран. Все вышеуказанные валюты (за исключением юаня) являются свободно конвертируемыми (по текущим и капитальным операциям), и для поддержания их стабильности используется режим свободно плавающих валютных курсов, где критерием эффективности курсовой политики выступают показатели инфляции.
Два специальных административных района, Гонконг и Макао, имеют свои собственные валюты в соответствии с принципом «одна страна, две системы» и основными законами двух территорий. Таким образом, гонконгский доллар и патака Макао остаются законными валютами на этих двух территориях, а юань, хотя иногда и принимается, не является законным платёжным средством. Большинство банков в Гонконге позволяют людям вести счета в юанях. Из-за изменений в законодательстве в июле 2010 года, многие банки по всему миру постепенно предлагают людям возможность хранить депозиты в китайских юанях.